# Coupe de la Ligue française féminine de football
La coupe de la LFFP est une compétition féminine de football rassemblant les clubs de première et deuxième division.

## Histoire
En janvier 2025, une nouvelle compétition est annoncée par la LFFP et son président Jean-Michel Aulas.
En mai 2025, le format de la compétition est validé. La finale de la première édition est prévue le 14 mars 2026 et doit se dérouler à Abidjan en Côte d'Ivoire.

## Format
Les trois équipes qualifiées pour les compétitions européennes sont exemptes du premier tour. Il reste donc 9 clubs de Première Ligue et 12 clubs de Seconde Ligue. Ces 21 clubs sont répartis en cinq groupes de quatre ou cinq équipes. Ils s'affrontent alors une fois chacun. Les vainqueurs de chaque groupe sont alors qualifiés pour les quarts de finale, où ils sont rejoints par les clubs européens.